# Île Lawlor
L'île Lawlor (en anglais Lawlor Island) est une île à l'entrée du port d'Halifax, dans la province canadienne de la Nouvelle-Écosse. Avec l'île McNabs toute proche, elle forme le parc provincial des îles McNabs et Lawlor.
En 1866, Charles Tupper, alors premier ministre de la Nouvelle-Écosse, fait de l'île un lieu de quarantaine. Elle devient ainsi l'un des quatre grands postes de quarantaine au Canada, avec l'île Partridge au Nouveau-Brunswick, William Head en Colombie-Britannique et la Grosse Île au Québec. Elle le restera jusqu'en 1938. Aujourd'hui, les principaux vestiges de cette époque sont les fondations des bâtiments et quelques tombes à la pointe nord de l'île.
Le gouvernement du Canada devient ensuite propriétaire de l'île et l'utilise à des fins médicales pendant la Seconde Guerre mondiale.
Aujourd'hui, l'île abrite une colonie de grands hérons bleu et des balbuzards. Elle n'est pas ouverte au public.